# Rhizogeton nudus
Rhizogeton nudus är en nässeldjursart som först beskrevs av Hjalmar Broch 1909.  Rhizogeton nudus ingår i släktet Rhizogeton och familjen Hydractiniidae. Inga underarter finns listade i Catalogue of Life.